# Stenopadus megacephalus
Stenopadus megacephalus là một loài thực vật có hoa trong họ Cúc. Loài này được Pruski miêu tả khoa học đầu tiên năm 1989.